# Hamza Fansuri
Hamza Fansuri (arabisch حمزة فنصوري, DMG Ḥamza Fanṣūrī) in der zweiten Hälfte des 16. Jahrhunderts war ein einflussreicher nordsumatranischer Sufi, islamischer Theologe und malaiischer Dichter im Sultanat von Aceh. Er hatte Mekka, Jerusalem, Bagdad (wo er den Schrein von ʿAbd al-Qādir al-Dschīlānī besuchte) und die Thai-Hauptstadt Ayutthaya bereist.
Sehr wahrscheinlich gehörte er dem Qadiriyya-Sufiorden an.
Schams ad-Dīn as-Samatrānī war sein Anhänger und Schüler. Ihre Lehre, die sich an Ibn Arabis wahdat-al-wudschūd-Theorie (“Einheit des Seins”) orientierte (siehe Hauptartikel: Aʿyān thābita), wurde von Nūr ad-Dīn ar-Rānīrī aus Gujarat vehement bekämpft.